# Австралія на літніх Олімпійських іграх 1988
Австралія на літніх Олімпійських іграх 1988 була представлена  252 спортсменами. Австралійська олімпійська збірна у неофіційному загальнокомандному заліку опустилася на одну позицію порівняно з попередніми іграми, посівши 15-е місце.

## Нагороди

### Золото
| Золото | |                                         |
| №      | Спортсмени | Вид спорту (дисципліна)                 |
| 1      | Данкан Армстронг | Плавання (вільний стиль, 200 м)         |
| 2      | Деббі Фінтофф-Кінг | Легка атлетика (біг, 400 м з бар'єрами) |
| 3      | Трейсі Белбін, Дебора Боуман, Шарон Бучанан, Лі Кейпс, Мішель Кейпс, Саллі Карбон, Елзбет Клемент, Лоретта Дорман, Марі Фіш, Рейчел Хоукс, Лоррейн Хіллас, Кетлін Партідж, Джекі Перейра, Сандра Пізоні, Кім Смолл, Лайан Тус | Хокей на траві (жінки)                  |

### Срібло
| Срібло |                  |                                                           |
| №      | Спортсмени       | Вид спорту (дисципліна)                                   |
| 1      | Данкан Армстронг | Плавання (вільний стиль, 200 м)                           |
| 2      | Мартін Віннікомб | Велоспорт (гіт на 1000 м)                                 |
| 3      | Дін Вудс         | Велоспорт (індивідуальна гонка переслідування на 4 км)    |
| 4      | Ліза Мартін      | Легка атлетика (марафон)                                  |
| 5      | грант Девіс      | Веслування на байдарках та каное (каное-одиночка, 1000 м) |
| 6      | Грехем чені      | Бокс (до 63,5 кг)                                         |

### Бронза
| Бронза |                                                     |                                                         |
| №      | Спортсмени                                          | Вид спорту (дисципліна)                                 |
| 1      | Джулі Макдональд                                    | Плавання (вільний стиль, 800 м)                         |
| 2      | Ліз Смайлі, Венді Тернбулл                          | Теніс (парний розряд)                                   |
| 3      | Петер Фостер, Келвін Грехам                         | Веслування на байдарках та каное (каное-двійка, 1000 м) |
| 4      | Гарі Нейванд                                        | Велоспорт (спринт)                                      |
| 5      | Дін Вудс, Бретт Даттон, Стів МакГлід, Уейн МакКерні | Велоспорт (командна гонка переслідування)               |